# Tabagisme
 Mise en garde médicale
Le tabagisme est l'« intoxication aiguë ou chronique de nature physiologique et psychique provoquée par l'abus du tabac ». Par extension, ce terme désigne également la consommation de tabac en général,. On parle parfois de tabagisme actif par opposition au tabagisme passif qui qualifie l'inhalation involontaire de la fumée de tabac contenue dans l'air environnant, ou l'inhalation de dépôts secondairement en suspension dans l'air (tabagisme résiduel).
Outre la dépendance, le tabagisme est responsable de nombreuses maladies dont plus d'une dizaine de cancers différents et des maladies cardiovasculaires, qu'il soit actif ou passif. Le tabagisme est la première cause de mortalité évitable dans le monde, ce qui en fait un problème majeur de santé publique.

## Historique

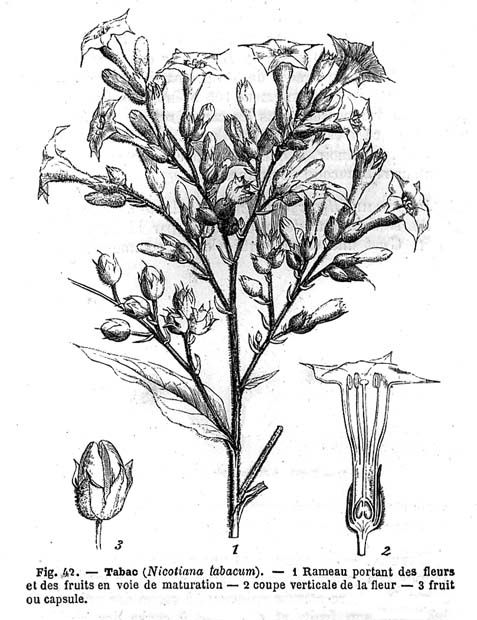
Fleurs et fruits du tabac.

Le tabac a été fumé en premier lieu par les Autochtones d'Amérique depuis des temps indéterminés. En 1556, André Thevet introduit la plante en Europe et la cultive près d'Angoulême. C'est par Jean Nicot, diplomate français au Portugal, qu'il est popularisé en France. La première illustration botanique du tabac est donnée par Nicolas Monardes en 1571.
Appelé nicotiane en l'honneur de son découvreur, le tabac rencontre un grand succès à la cour de France, où on lui prête des vertus médicinales.
L'introduction du tabac rencontre toutefois une forte opposition dès son introduction. Le sultan Mourad IV, à la tête de l'empire ottoman de 1623 à 1640, essaie de l'interdire au nom de la morale et de la santé publique. À la même époque, l'empereur de Chine Chongzhen publie un édit interdisant sa consommation. Un peu plus tard en Chine, les mandchous de la dynastie Qing font de fumer un crime. Pendant l'époque d'Edo au Japon, le shogun reproche à la culture du tabac de concurrencer d'autres plantations plus utiles. En 1634, le patriarche de Moscou interdit la vente de tabac et impose des châtiments corporels sévères aux contrevenants. Le pape Urbain VII condamne aussi l'usage du tabac dans les lieux saints en 1624. Le roi Jacques Ier d'Angleterre, très hostile au tabac et auteur d'un traité intitulé « Riposte contre le tabac », essaie de contrecarrer cette nouvelle mode par une taxe de 4 000 %, mais il ne parvient pas à inverser la tendance.
Le Cardinal de Richelieu instaure une taxe sur le tabac, et Colbert établit un monopole d'État de la vente en 1674. L'usage du tabac se popularise, mais il devient aussi une marque de raffinement bourgeois. La cigarette est introduite en France en 1825.
Jusqu'au milieu du XIXe siècle, il n'était pas convenable de fumer en société.
Au début du XXe siècle le cigare devient un symbole de réussite et de pouvoir, attribut des hommes d'affaires et des magnats de la presse.
En 1950, Evarts Ambrose Graham et Ernst Wynder (en) publient la première étude épidémiologique faisant le lien entre tabac et cancer du poumon. Les premières évocations du risque tabagique apparaissent dans la presse, ce qui entraîne en 1952 l'invention de la cigarette filtre présentée comme moins toxique.
En 1964, le ministre de la Santé américain Luther Leonidas Terry lance la première campagne de prévention.

## Pratiques

### Formes de consommation

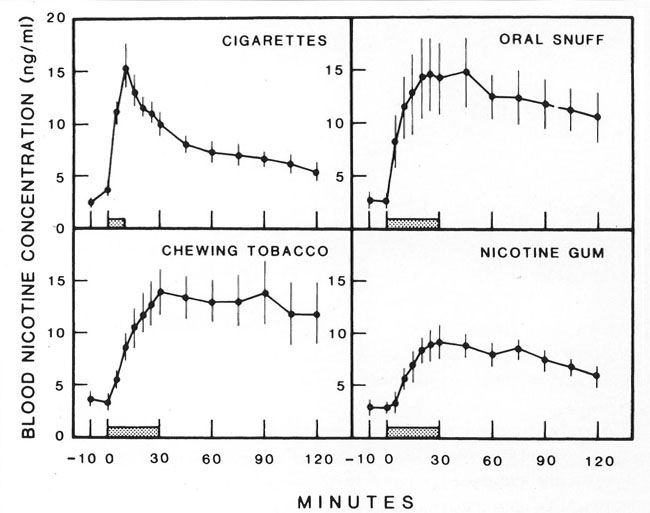
Effet du mode de consommation sur l'absorption de la nicotine.

Le tabac est consommé de plusieurs manières :
- fumé (cigarette, pipe, narguilé, cigare, cigarillo, bidi, en vrac à rouler, en joint – c'est-à-dire mélangé à du cannabis, mélangé avec de la mélasse parfumée dans un narguilé, etc.) ; lorsqu'il est roulé, le tabac peut être « au filtre », au « maroco » ou « au toncar » ;
- prisé (par inhalation nasale) ;
- mâché (ou « chiqué ») : par mastication ou en plaçant une boulette entre lèvre et gencive. Le snus suédois est un tabac fermenté présenté en petits sachets.

Toutes les formes sont aussi dangereuses. On constate un fort attachement des utilisateurs à leur marque de cigarette.

### Prévalence

#### Monde
| Pays       | Taux (%, 2020) | Autres informations                     |
| ---------- | -------------- | --------------------------------------- |
| Suède      | 24             |                                         |
| Canada     | 13             |                                         |
| États-Unis | 23             |                                         |
| Luxembourg | 21,1           | 21 % en 2017                            |
| Belgique   | 23,4           |                                         |
| Suisse     | 25,5           | Évolution, détail par âge et sexe, etc. |
| Turquie    | 30,7           | Évolution                               |
| Espagne    | 27,7           |                                         |
| Autriche   | 26,4           |                                         |
| Hongrie    | 31,8           |                                         |
| France     | 33,4           | Fumeurs quotidiens : 26,9 % en 2017     |
| Russie     | 26,8           |                                         |

L'OMS estime que 6 000 milliards de cigarettes sont produites dans le monde chaque année pour une consommation d'environ 11 milliards de cigarettes chaque jour. On compte plus d’un milliard de fumeurs dont 20 % environ sont des femmes. Plus de 80 % de ce milliard de fumeurs vivent dans des pays à revenu faible ou intermédiaire. Grâce aux campagnes anti-tabac, l'incidence du tabagisme décroît au niveau mondial depuis le début des années 1980. Ainsi, la prévalence du tabagisme chez les hommes diminue (41,2 % des hommes de 15 ans et plus fument en 1980, 31,1 % en 2012) et chez les femmes (10,6 % des femmes fument en 1980, 6,2 % en 2012). Toutefois, le nombre total de fumeurs continue à croître du fait de l'augmentation de la population mondiale.
Cependant, si la diminution du tabagisme est généralisée dans les pays à hauts revenus, la tendance est inversée dans les pays en développement qui sont la nouvelle cible des compagnies de tabac.

#### Europe
En 2017 une enquête (l'Eurobaromètre montrait que plus d'un quart des Européens de plus de 14 ans sont des fumeurs actifs, malgré des politiques de lutte anti-tabac qui existent dans tous les pays de l'UE (taxation, zones non-fumeur, campagnes de sensibilisation, avertissements sur les paquets…) plus ou moins poussées ou efficientes. Dans les années 2000-2010 ces mesures sont nettement plus efficaces en Europe du Nord que dans le reste de l'Europe. Globalement, les taux de cessation ont augmenté de 1980 à 2010 chez les Européens âgés de 16 à 40 ans, notamment chez les femmes (dans toutes les régions) et dans le Nord de l'Europe chez les adultes mûrs (41-60 ans).
Dans les années 2000, beaucoup de fumeurs étaient déjà dépendants au tabac à la fin de leur adolescence (16-20 ans), même si l'initiation précoce a diminué pour les deux sexes et dans toutes les régions (sauf en Europe du Sud, où le déclin s'est stabilisé après 1990). Le taux était de 40 à 80 personnes pour 1 000 par an à la fin des années 2000-2010 en Europe de l’Est, du Sud et de l’Ouest par rapport à ceux de l’Europe du Nord (20 pour 1 000 par an). Les taux d'initiation au tabagisme au début de l'adolescence (11-15 ans) ont nettement augmenté après 1990 dans toutes les régions (sauf chez les jeunes garçons d'Europe du nord), et ils ont en Europe occidentale atteint 40 pour 1 000 par an vers 2005.
Chez les adultes, les taux de cessation restent assez bas, mais ont été nettement plus élevés (chez les hommes comme pour les femmes) en Europe du Nord (49,9 pour 1 000 personnes par an) par rapport aux autres régions (fourchette : de 26,5 à 32,7 par 1 000 par an). Les femmes arrêtent plus aux environs de l'âge de 30 ans, supposément pour protéger leur fœtus ou jeunes enfants.
Dans la plupart des régions européennes on note que les fumeurs ayant commencé avant 16 ans sont moins susceptibles de cesser de fumer que ceux ayant commencé plus tard.
Vers 2018, la prise de conscience des effets néfastes du tabagisme en Europe progresse mais, hormis en Europe du Nord, les stratégies de lutte antitabac sont trop peu efficaces.

##### Belgique
Le tabagisme y a diminué de 2002 à 2007 chez les plus de 15 ans (27 % de la population fumait en 2007), mais a réaugmenté en 2008 (30 % de fumeurs) selon un sondage, + 11 % de fumeurs en 2008 par rapport à 2007.
5 860 000 Belges (48 % de la population) n'ont jamais fumé ; 2 840 000 fument (dont 3 % uniquement occasionnellement) et 1 630 000 sont ex-fumeurs (19 % de la population), avec de légères différences régionales ; 29 % des Flamands fument, de même que 29 % des Bruxellois mais ils sont 32 % en région wallonne.
Le paquet de cigarettes neutre devient obligatoire en janvier 2020 (avec un délai d'un an pour l'écoulement du stock des détaillants).

##### France
Depuis l'introduction en France de la cigarette en 1825, la prévalence du tabagisme n'a cessé de croître jusqu'en 1957 (75 % des hommes fument contre 15 % des femmes à cette époque) puis de diminuer dans les décennies suivantes et à nouveau recroître à partir de 2008.
En 2010, parmi les 15-85 ans, 31,6 % des interrogés (35,6 % des hommes et 27,9 % des femmes) se déclaraient fumeurs de tabac.
En 2017, la part des fumeurs en France s'établit à 26,9 % de la population âgée de 18 à 75 ans, selon un rapport de l'Agence nationale de santé publique.

##### Suisse
En 2017, 27,1 % des plus de 15 ans fumaient (31 % des hommes, 23,3 % des femmes). En 2017, les 15-24 ans sont plus touchés par le tabagisme (31,7 %).
Le tabagisme est en Suisse la première cause de mortalité évitable (26 décès par jour), d’années de vie perdues (en moyenne 14 ans par fumeur) et de diminution de la qualité de vie.

#### États-Unis

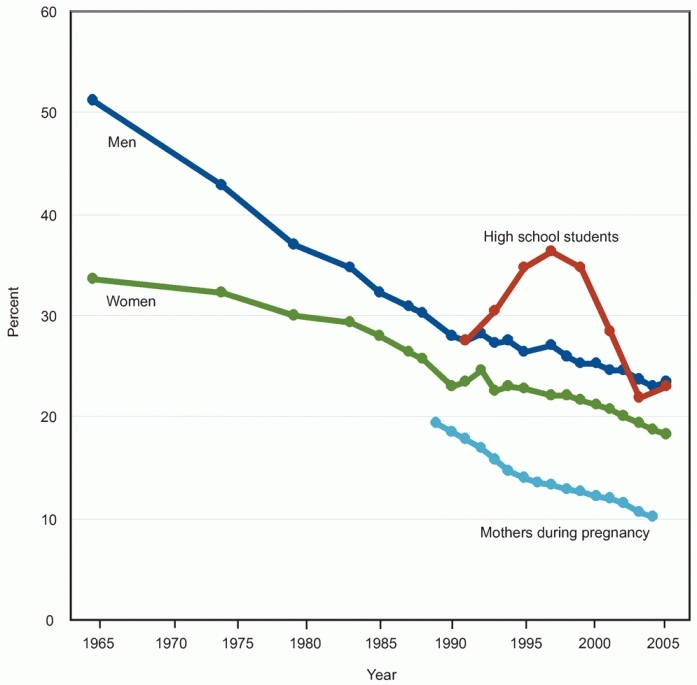
Diminution du tabagisme aux États-Unis chez les hommes (en bleu), les étudiants (rouge), les femmes (vert) et les femmes enceintes (bleu clair)
Source : NIH, 2007

En 2006, 20,8 % de la population fume, soit une diminution de plus de moitié depuis 1965. Parmi les jeunes, 21,7 % des lycéens et 8,4 % des collégiens fumaient en 2004. En 2000 le tabagisme causait près de 440 000 décès annuels (soit environ un décès sur cinq). Le coût a été estimé, à la fin des années 1990, à près de 75 milliards de dollars (prise en charge médicale) et à 82 milliards de dollars (en perte de productivité).

#### Asie
Environ six cents millions d'Asiatiques fumaient en 2011 (sur près d'un milliard dans le monde). Parmi eux, près de 350 millions sont chinois (très majoritairement des hommes) en 2015.
Si les ventes de cigarettes s'effondrent en Occident, les compagnies de tabac se développent avec succès dans l'eldorado asiatique : Chine (premier producteur mondial), Cambodge, Inde, Indonésie, Laos, Viêt Nam, Philippines, Corée du Sud, etc. Là, les marques de cigarettes se livrent à un marketing offensif, bien moins réglementé qu'en Occident : les politiques de santé publique y sont à la traîne.
La fiscalité du tabac représente 7 % des recettes fiscales totales de la Chine. Yuxi, dans le Yunnan, est un haut lieu de cette activité.
Malgré cette fascination pour la cigarette, qui fait ressembler l'Asie de 2011 à l'Occident des années 1950, la totalité des pays de la zone (hors Indonésie) a ratifié la Convention-cadre de l'OMS pour la lutte antitabac (FCTC) lancée en 2003 par l'Organisation mondiale de la santé. Celle-ci déploie un arsenal de mesures destinées à limiter l'addiction : interdiction de toute publicité ou parrainage publicitaire, hausse des taxes, mise en place de zones non-fumeurs, répression de la contrebande.
les hommes de Corée du Sud sont, selon une étude récente de l'Organisation de coopération et de développement économiques, les plus gros fumeurs du monde. Pour contrer le tabagisme, la ministre de la Santé a voulu multiplier par deux le prix peu élevé des cigarettes locales (1,50 euro) mais elle a dû reculer sous la pression du lobby du tabac.
Quelques pays du continent connaissent cependant des avancées réelles : le tabagisme a fortement baissé au Japon, passant d'environ 30 % en 2000 à environ 23-24 % en 2010. Il y est interdit de fumer dans les lieux publics, mais les cafés et restaurants sont considérés comme des lieux privés ; l'interdiction s'applique aussi aux lieux publics ouverts comme certaines rues ou places, où des espaces fumeurs peuvent être délimités. En trente ans, le taux de fumeurs est passé de 40 % à 20 % à Hong Kong. D'autres pays comme Singapour, qui, avant la Norvège et la Nouvelle-Zélande, a réglementé la publicité et imposé des zones non-fumeurs, mais aussi la Thaïlande, qui reverse 2 % du revenu de la taxe sur les cigarettes à des campagnes de prévention contre le tabac et l'alcool, sont parvenus à de bons résultats en matière de lutte contre le tabagisme.

## Conséquences sanitaires

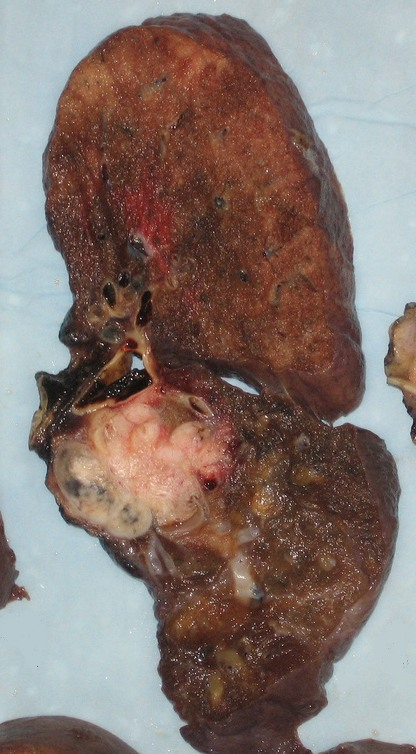
Aspect d'un cancer (masse blanchâtre) survenu sur un poumon tabagique

Dans une enquête de 2011 auprès de 292 experts cliniques en Écosse, la nicotine a été classée 6e à la fois pour le préjudice personnel et pour le préjudice causé à la société, sur 19 drogues récréatives courantes (voir aussi à ce sujet : Classification des psychotropes).

Le tabagisme a un impact majeur sur la santé. Outre les problèmes de dépendance (évalués par le test de Fagerström), le tabagisme accroît le risque de survenue de maladies cardiovasculaires, de maladies pulmonaires ainsi que de nombreux cancers.
Selon une étude de l'OMS publiée en mai 2017, il est responsable de plus de 7 millions de morts par an dans le monde, contre 4 millions au début du XXIe siècle, et pourrait être à l'origine d'un milliard de morts au cours du XXIe siècle.
Une étude publiée en 2013 montre que l'espérance de vie chez les fumeurs est réduite d'au moins 10 ans par rapport à un non-fumeur.
Un fumeur sur deux qui n’arrête pas de fumer avant la fin de sa vie décédera d’une maladie liée au tabagisme.
Le tabagisme pendant la grossesse a des conséquences pouvant être dramatiques pour la santé de l'enfant.

### Effets sur la santé

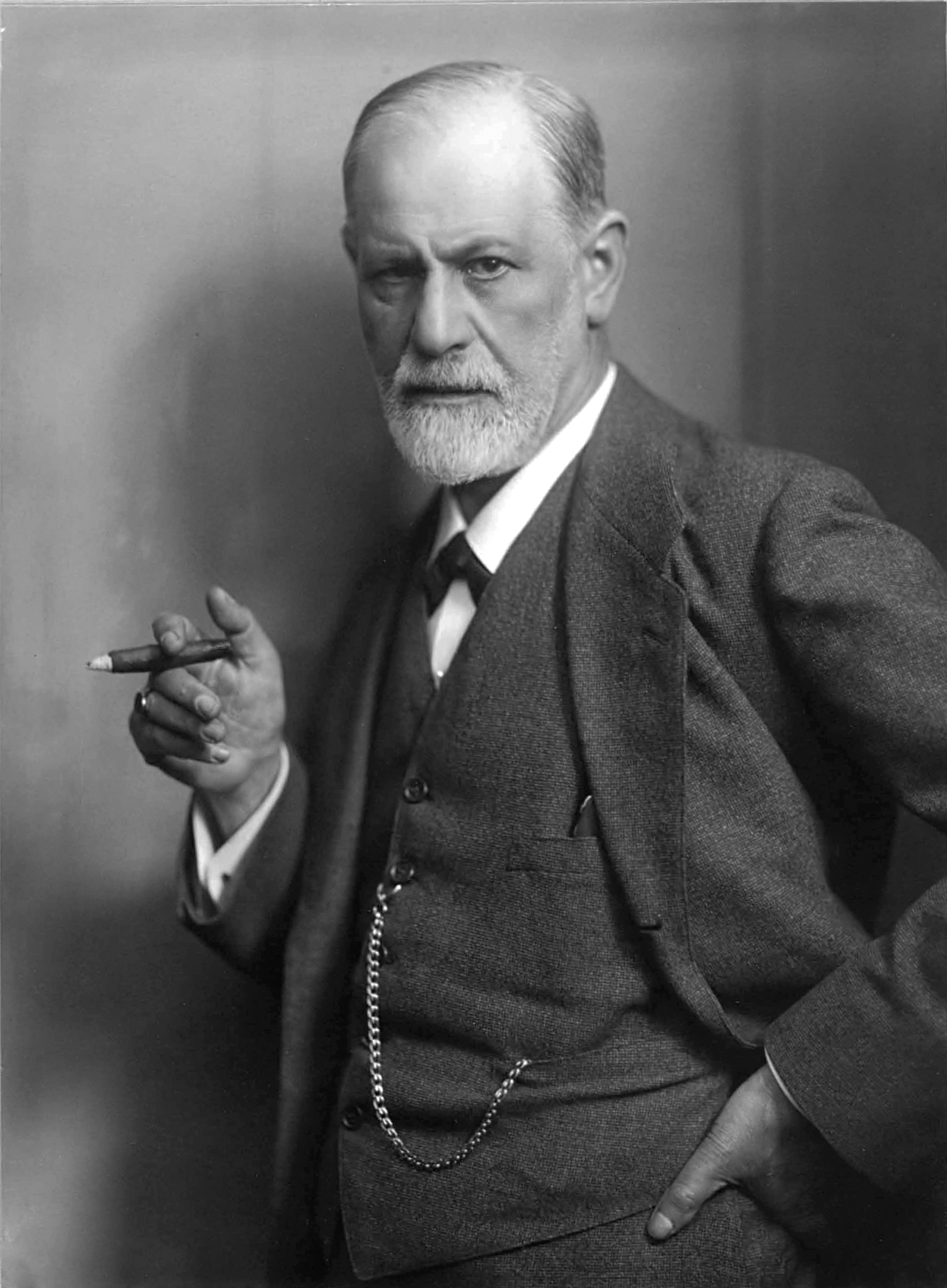
Sigmund Freud, dont le médecin assista le suicide en raison d'un cancer de la mâchoire dû à son tabagisme.

La consommation de tabac peut provoquer :
- une forte dépendance et des épisodes de craving, même longtemps après un sevrage ;
- des maladies cardiovasculaires : maladie coronarienne, accident vasculaire cérébral, anévrisme aortique, artériopathie oblitérante des membres inférieurs ;
- des cancers : cancer du poumon, cancer du larynx, cancer des voies aérodigestives supérieures, cancer de la bouche, cancer de la vessie, cancer de l'œsophage, cancer du rein, cancer du pancréas, cancer du col utérin, cancer du sein et cancer du pénis[34],[35],[36] ;
- des maladies respiratoires : bronchopneumopathie chronique obstructive, aggravation de l'asthme, augmentation du risque de pneumonie aiguë, histiocytose langerhansienne, syndrome d'apnées du sommeil ;
- des maladies de la grossesse et de la petite enfance : placenta praevia, retard de croissance intra-utérin, mort subite du nourrisson, pathologies infectieuses bénignes ;
- des maladies digestives : œsophagite, reflux gastro-œsophagien, ulcère gastroduodénal, maladies du pancréas, aggravation d'une hépatite, aggravation de la maladie de Crohn ;
- des maladies variées : aggravation de la dégénérescence maculaire liée à l'âge, aggravation d'une kératite, aggravation de l'acné, pseudarthrose, agueusie, anosmie ;
- des troubles de cicatrisation cutanée et des complications post-opératoires[37] ;
- des problèmes dentaires : les « gros fumeurs » (fumant au minimum 15 cigarettes par jour) ont deux à trois fois plus de chances de perdre des dents que les non-fumeurs selon une étude européenne du Journal of Dental Research[38].

L'arrêt de la consommation de tabac permet de réduire les risques significativement, et les bénéfices qui en découlent interviennent presque immédiatement.
Le tabac à rouler, moins cher en Belgique et en France en 2018 que les cigarettes classiques en raison d'accises plus faibles, est également plus nocif que ces dernières, émettant de trois à six fois plus de particules fines cancérogènes,,,.

### Dépendance et toxicomanie
Selon la commission Roger Henrion de 1995 : « les connaissances apportées ces dernières années dans le domaine de la neurologie et de la pharmacologie ne permettent pas de justifier la distinction actuelle entre drogues licites et illicites ».
Le tabac entraîne plus de problèmes de dépendance que l'alcool : environ 3 % des buveurs de bière ou de vin sont alcooliques alors qu’entre 80 % et 90 % des fumeurs sont dépendants,,. Selon les enquêtes et les pays, entre 57 % et 75 % des fumeurs souhaitent arrêter de fumer,,,.
Mais, contrairement à la plupart des psychotropes, le tabac n'entraîne pas de fortes modifications de conscience ; il n'empêche pas les activités habituelles de la vie en société.
En France, la pandémie de Covid-19 a fait ressortir le rôle du tabac sur une frange plus pauvre de la société : les plus défavorisés utilisent le tabac pour surmonter les difficultés du quotidien ou pour gérer le stress. La précarité les conduit à se projeter plus difficilement dans l'avenir, ce qui les conduit à un « déni de risque ».

## Impact socio-économique et environnemental
Au Bangladesh, les ménages les plus démunis consacrent environ dix fois plus d'argent au tabagisme qu'à l'éducation.
Le processus de séchage à l'air chaud des feuilles de tabac nécessite environ 20 kg de bois pour sécher 1 kg de tabac. Le séchage à l'air chaud se classe au premier rang par son taux d'utilisation avec environ 6 tonnes de tabac sur 10 traitées par ce processus. Ce séchage entraîne donc une déforestation importante.
Dans la partie septentrionale de l’Afrique, ce sont plus de 140 000 hectares de terrains boisés indigènes qui disparaissent chaque année pour servir de combustible pour le séchage du tabac, ce qui correspond à 12 % de la déforestation annuelle totale dans la région.

### Coût pour la société
Selon une étude de l'OMS publiée en mai 2017, le coût du tabagisme dans le monde, quant aux dépenses de santé et à la perte de productivité, s'élève à plus de 1 400 milliards de dollars, soit 1,8 % du produit intérieur brut mondial.

### En Europe
En 2006 en France, le coût pour la société était estimé à 48 milliards d'euros en prenant en compte les dépenses de santé (18 milliards) et le manque à gagner en matière de fiscalité et de production en raison des décès prématurés. Du point de vue strictement financier, ces décès prématurés entraînent également des économies de retraite et de dépenses de santé respectivement estimées à 7,5 milliards d'euros et à 800 millions d'euros. En 2015, une étude de l'économiste Pierre Kopp pour l'observatoire français des drogues et des toxicomanies estime le coût social du tabac à 120 milliards d'euros par an en France.
En 2020, les recettes fiscales liées au tabac en France se sont élevées à 16 milliards d'euros, TVA comprise. Toutefois, les dépenses de santé directement liées au tabagisme s'élèvent à plus de 26 milliards d'euros par an.
Au Royaume-Uni, le National Institute for Health and Care Excellence estimait en 2010, dans l'hypothèse la plus limitative, le coût à 14 milliards de livres.

## Aspects sociaux et culturels
Proposer une cigarette a longtemps été un geste social de convivialité, un moyen d'entrer en contact ; il est devenu incongru voire déplacé depuis que la santé est valorisée et que l'acceptabilité sociale du tabac s'est dégradée.

### Publicité et promotion

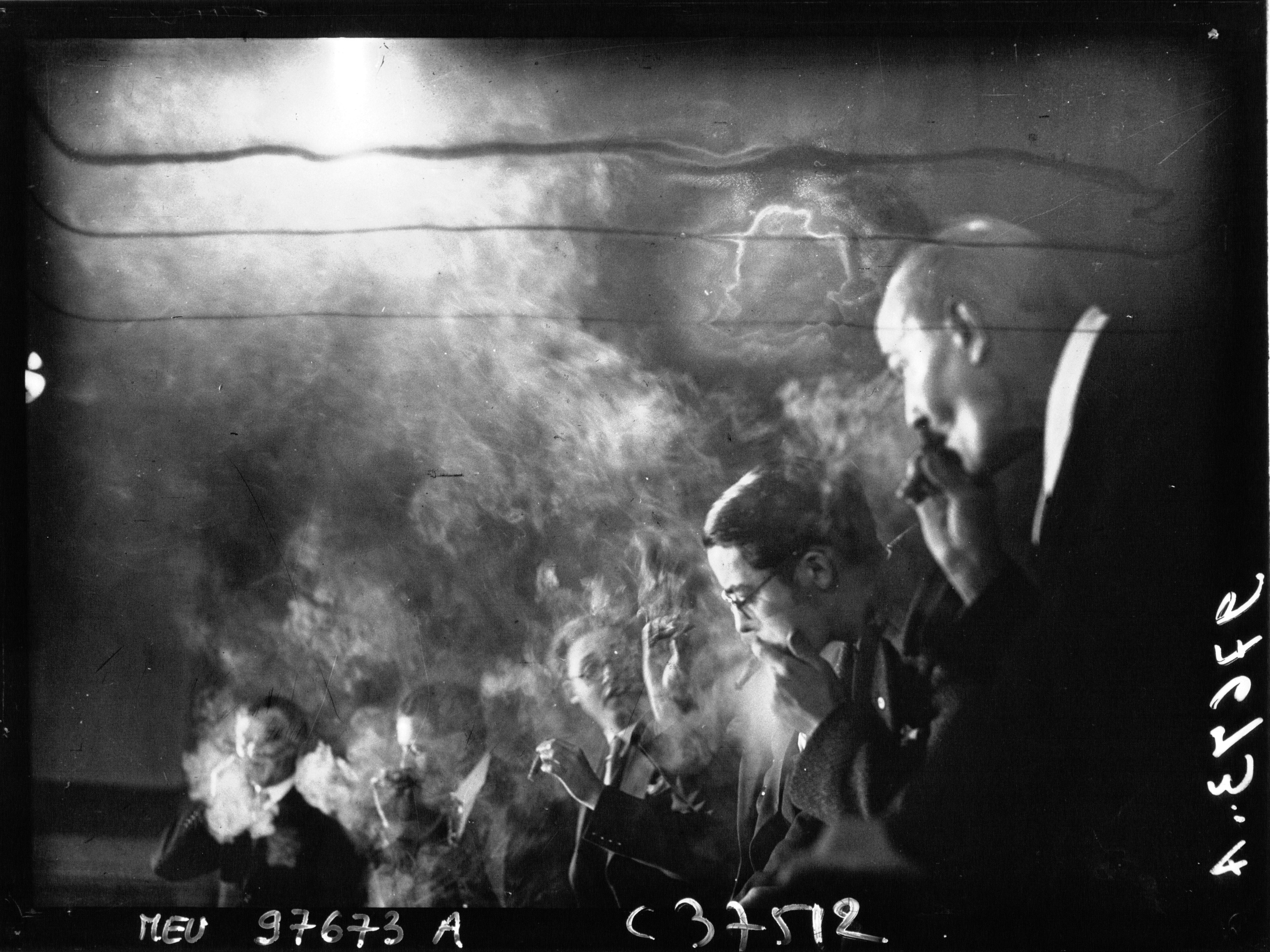
Concours de fumeurs en 1932.

Au début du XXe siècle le tabac bénéficiait d'une image positive et l'industrie du tabac pouvait mettre en avant des arguments de santé, comme avec la campagne de 1929 « Reach for a Lucky instead of a sweet » qui affirmait que pour rester mince il valait mieux fumer que manger une sucrerie.
Dans les années 1930, on organise des concours de fumeurs (cigares-vitesse, la plus gracieuse fumeuse…).
Dans la seconde moitié du siècle, la communication devient plus défensive. En 1954, avec « A Frank Statement to Cigarette Smokers (en) » : l'industrie du tabac organise la première campagne de masse pour réfuter la nocivité du tabagisme. Cette déclaration de 1954 organise la négation de la nocivité du tabac en quatre points : la multicausalité (le cancer du poumon a plusieurs causes), la controverse (il n'y aurait pas de consensus scientifique), la preuve (absence de preuve absolue) et la corrélation (avec d'autres facteurs) empêchent prétendument de conclure. Le Tobacco Institute, organisme de recherche contrôlé par l'industrie du tabac, est fondé en 1958.
En 1998, le Tobacco Master Settlement Agreement (en), procès des États américains contre les cigarettiers, a imposé la publication de documents internes de l'industrie du tabac qui ont dévoilé la stratégie de communication des firmes :
- dénoncer l'interventionnisme (présenté comme « abusif ») des États ;
- relativiser les risques du tabagisme (comme dans la publicité Philip Morris de 1996 « La vie a toujours comporté certains risques. À vous de décider lesquels sont importants ») ;
- promouvoir l'idée d'une « tolérance » entre fumeurs et non-fumeurs.

Aujourd'hui l’article 13 de la convention-cadre de l'OMS pour la lutte antitabac interdit toute publicité en faveur du tabac. Cette convention est entrée en vigueur le 27 février 2005. En juin 2013, la convention était signée par 168 pays.

#### Contournement de l'interdiction de publicité
L'industrie du tabac a développé des stratégies pour contourner l'interdiction de faire de la publicité. L'industrie se mobilise notamment pour développer des campagnes de prévention contre le tabac à destination des enfants. Ces campagnes sont généralement inefficaces car elles ne donnent pas d'information précise sur les risques liés à la consommation du tabac.
Le tabac se fait également plus présent dans les films. Après une chute des années 1950 jusqu'aux années 1990, le niveau de tabagisme dans les films au début des années 2000 retrouve celui des années 1950. Cette évolution va dans un sens contraire à celle constatée dans les pays riches (France, États-Unis d'Amérique, Japon, Royaume-Uni). Le tabagisme dans les films concerne également 65 % des films pour enfants, aux États-Unis d'Amérique en 2005 ; entre 1988 et 1997, 87 % des films populaires présentent des occurrences de tabac.
De plus, dans les films, les fumeurs sont plutôt des hommes blancs aisés présentés sous un jour favorable (glamour, indépendant, rebelle…), alors qu'en France en 2010, plus de la moitié des chômeurs sont des fumeurs, contre un tiers des personnes ayant un travail. Les personnes dont les revenus se trouvent dans le tiers supérieur, sont les moins enclines à fumer (23,5 % sont fumeurs, contre 29,4 % dans le deuxième tiers et 35,2 % dans le dernier tiers). Le tabagisme dans les films a un effet sur les adolescents : plus un adolescent voit de films avec du tabagisme, plus il risque de fumer. L'inverse est également vrai, à savoir que rares sont les adolescents fumeurs parmi ceux qui ne sont pas soumis à des films tabagiques. L'Organisation mondiale de la santé rappelle l'article 13 de la convention cadre anti-tabac et appelle à des mesures pour limiter la présence de tabac dans les films.

### Religions
Certaines campagnes de lutte contre le tabagisme s'appuient sur les religions.

#### Christianisme
L'église de Jésus-Christ des saints des derniers jours, ainsi que la plupart des mouvements issus du mormonisme, interdisent l'usage du tabac.

#### Islam
Le narguilé est une tradition populaire dans de nombreux pays où l'islam est majoritairement pratiqué.
Bien que le tabac ait été inconnu à l'époque de Mahomet, le tabagisme est considéré comme illicite (haram).

## Prise en charge
L'État français intervient dans la prévention du tabagisme et la prise en charge des personnes dépendantes. L'Institut national de prévention et d'éducation pour la santé (INPES), établissement public administratif français placé sous la tutelle du ministère chargé de la santé, réalise par exemple des campagnes préventives contre le tabac. Pour les personnes déjà dépendantes, le sevrage tabagique permet de réduire l'impact du tabac sur la santé. Les médecins généralistes sont responsables du suivi des fumeurs et de l'aide au sevrage. Toutefois, selon les résultats de la deuxième vague du projet « International tobacco control » (ITC), la France apparaît très mal classée en 2008 pour le pourcentage de fumeurs ayant consulté un médecin qui se sont vus proposer spontanément des conseils pour arrêter de fumer. Plusieurs vaccins anti-nicotine ont été testés, mais ils n'ont pas encore été jugés assez efficaces pour être autorisés.

## Prévention

Pictogramme « interdiction de fumer ».

Des décisions telles que l'interdiction de la publicité, l'interdiction de fumer dans certains lieux publics, l'accroissement des taxes sur le tabac, les campagnes de communication, et l'instauration des paquets de cigarettes neutres permettent une réduction de la prévalence du tabagisme dans les pays où elles sont mises en œuvre. Une étude récente a étudié la pression des modèles présentés par le cinéma et proposé un nouvel indicateur : le nombre d'« impressions tabagiques » ; celui-ci est défini comme le nombre de fois où une personne voit l'image d'un acteur en train de fumer, ou une image liée au tabac. Sur 572 films (sortis entre 2001 et 2006) analysés aux États-Unis et au Royaume-Uni, 69 % comportaient des impressions tabagiques et 91 % de ces derniers étaient autorisés aux moins de 15 ans. Ces films ont généré 5,07 milliards d’impressions tabagiques dont 4,5 milliards (89 %) pour les films autorisés aux moins de 15 ans. Les Anglais de moins de 15 ans sont théoriquement exposés à 28 % d’impressions tabagiques de plus que leurs homologues américains.
Des campagnes d'information sont relayées par les médias de façon régulière. Les films Tabac de Nadia Collot et Thank You for Smoking de Jason Reitman sont des œuvres militantes dans la dénonciation de pratiques promotionnelles de l'industrie à la limite de la légalité.

### Réglementation
Progressivement, un nombre croissant de pays se dotent d'une réglementation interdisant le tabagisme sur le lieu de travail ainsi que dans les lieux de convivialité (restaurants, bars, etc.). Mais la prohibition du tabac dans les lieux publics ne concernait encore que 7,4 % de la population mondiale en 2010.
Les risques liés au tabagisme passif sont la principale motivation des limitations apportées au droit de fumer en public : sur l'année 2004, 600 000 décès dans le monde, dont 28 % d'enfants, sont dus au tabagisme passif.
Selon l'Organisation mondiale de la santé, un décès lié au tabac sur dix est dû au tabagisme passif.
En France, les dispositions actuellement en vigueur sont codifiées dans le Code de la santé publique : lutte contre le tabagisme (articles L3511 et L3512, R3511 et R3512, D3511-14 et D3511-15). En 2011, une circulaire rappelle – entre autres choses – que « L'accès aux emplacements réservés aux fumeurs, qui peuvent être mis en place dans les lieux affectés à un usage collectif où il est interdit de fumer (…) est désormais interdit aux mineurs ». C'est un des points du plan Cancer 2009-2013.

### Réduction du risque
L'objectif de l'Organisation mondiale de la santé (OMS) et des organismes de santé publique de plusieurs pays est d'éradiquer le tabagisme. Toutefois, compte tenu du caractère hautement addictif des cigarettes, le sevrage tabagique est souvent difficile pour les personnes fortement dépendantes. L'industrie du tabac essaie de développer de nouveaux produits qu'elle présente comme « moins risqués ».

## Contrebande
La contrebande de tabac existe depuis les premiers règlements mis en place par les États concernant la vente de ce produit.
Une part importante de cette contrebande n’est pas issue de la contrefaçon mais des stocks des principaux cigarettiers (British American Tobacco, Philip Morris, etc.).